# Aureville
Aureville är en kommun i departementet Haute-Garonne i regionen Occitanien i södra Frankrike. Kommunen ligger i kantonen Castanet-Tolosan som tillhör arrondissementet Toulouse. År 2022 hade Aureville 1 022 invånare.

## Befolkningsutveckling
Antalet invånare i kommunen Aureville
Referens:INSEE